# 1307
Il 1307 (MCCCVII in numeri romani) è un anno  del XIV secolo.

## Eventi
- Luglio - I Cavalieri Ospitalieri iniziano la conquista di Rodi.
- 5 settembre - Papa Clemente V conferma il possesso di Rodi da parte degli Ospitalieri, anche se solo Feracle è caduta sotto il loro attacco.
- Venerdì 13 ottobre - Tutti i Cavalieri Templari in Francia, ma anche in altri paesi europei, vengono arrestati simultaneamente da agenti di Filippo IV di Francia. Verranno in seguito torturati fino ad "ammettere" di essere eretici.
- 18 novembre - secondo la leggenda, Guglielmo Tell colpisce con una freccia la mela tenuta sul capo da suo figlio.
- Edoardo II diventa re d'Inghilterra.
- Fine del Sultanato di Rum - i Beilicati turchi d'Anatolia tornano ad essere indipendenti.
- Pechino - Istituito il primo arcivescovado cattolico in Cina.

## Nati
- 3 gennaio - Ottone IV di Baviera, duca tedesco († 1334)
- Adam FitzRoy, nobile inglese († 1322)
- Guglielmo II di Hainaut, nobile († 1345)
- Charles de Montmorency, militare francese († 1381)
- Rodolfo II di Sassonia-Wittenberg, duca († 1370)
- Anna di Savoia, imperatrice bizantina († 1366)

## Morti
- 2 febbraio - Temür Khan, imperatore cinese (n. 1265)
- 17 febbraio - Alexander Bruce, nobile e religioso scozzese (n. 1285)
- 17 febbraio - Thomas Bruce, nobile scozzese (n. 1284)
- 2 aprile - Costantino Meliteniota, scrittore bizantino
- 12 aprile - Umberto I del Viennois, nobile (n. 1240)
- 23 aprile - Giovanna d'Inghilterra, nobildonna inglese (n. 1272)
- 13 maggio - Abu Ya'qub Yusuf al-Nasr, sultano marocchino
- 1º giugno - Fra Dolcino, predicatore italiano
- 4 luglio - Rodolfo I di Boemia, duca
- 7 luglio - Edoardo I d'Inghilterra, re britannico (n. 1239)
- 7 agosto - Alberto degli Abati, religioso italiano (n. 1240)
- 11 ottobre - Caterina I di Courtenay, sovrana (n. 1274)
- 24 ottobre - Corrado della Torre, nobile italiano
- 7 novembre - Aitone II d'Armenia, re (n. 1266)
- 7 novembre - Leone IV d'Armenia, re armeno
- 9 novembre - Giovanna da Signa, italiana (n. 1266)
- 10 dicembre - Teodorico IV di Lusazia, nobile tedesco
- Beatrice di Sicilia, nobile (n. 1260)
- Berenguer de Entença, mercenario spagnolo
- Giacomo da Viterbo, filosofo, teologo e arcivescovo cattolico italiano
- Guillaume de Gisors, nobile francese (n. 1219)
- Costanza di Staufen, principessa italiana (n. 1230)
- Eulogìa Lascaris, principessa bizantina (n. 1248)
- Bartolomeo II Querini, vescovo cattolico italiano
- Ugo II di Blois-Châtillon, conte (n. 1258)
- Benedetto Zaccaria, militare e politico italiano
- Margherita Boninsegna, italiana

## Calendario
| Calendario 1307 | Calendario 1307 | Calendario 1307 | Calendario 1307 | Calendario 1307 | Calendario 1307 | Calendario 1307 | Calendario 1307 | Calendario 1307 | Calendario 1307 | Calendario 1307 | Calendario 1307 | Calendario 1307 | Calendario 1307 | Calendario 1307 | Calendario 1307 | Calendario 1307 | Calendario 1307 | Calendario 1307 | Calendario 1307 | Calendario 1307 | Calendario 1307 | Calendario 1307 | Calendario 1307 | Calendario 1307 | Calendario 1307 | Calendario 1307 | Calendario 1307 | Calendario 1307 | Calendario 1307 | Calendario 1307 | Calendario 1307 | Calendario 1307 |
| --------------- | --------------- | --------------- | --------------- | --------------- | --------------- | --------------- | --------------- | --------------- | --------------- | --------------- | --------------- | --------------- | --------------- | --------------- | --------------- | --------------- | --------------- | --------------- | --------------- | --------------- | --------------- | --------------- | --------------- | --------------- | --------------- | --------------- | --------------- | --------------- | --------------- | --------------- | --------------- | --------------- |
|                 | 1               | 2               | 3               | 4               | 5               | 6               | 7               | 8               | 9               | 10              | 11              | 12              | 13              | 14              | 15              | 16              | 17              | 18              | 19              | 20              | 21              | 22              | 23              | 24              | 25              | 26              | 27              | 28              | 29              | 30              | 31              |                 |
| Gennaio         | Do              | Lu              | Ma              | Me              | Gi              | Ve              | Sa              | Do              | Lu              | Ma              | Me              | Gi              | Ve              | Sa              | Do              | Lu              | Ma              | Me              | Gi              | Ve              | Sa              | Do              | Lu              | Ma              | Me              | Gi              | Ve              | Sa              | Do              | Lu              | Ma              |                 |
| Febbraio        | Me              | Gi              | Ve              | Sa              | Do              | Lu              | Ma              | Me              | Gi              | Ve              | Sa              | Do              | Lu              | Ma              | Me              | Gi              | Ve              | Sa              | Do              | Lu              | Ma              | Me              | Gi              | Ve              | Sa              | Do              | Lu              | Ma              |                 |                 |                 |                 |
| Marzo           | Me              | Gi              | Ve              | Sa              | Do              | Lu              | Ma              | Me              | Gi              | Ve              | Sa              | Do              | Lu              | Ma              | Me              | Gi              | Ve              | Sa              | Do              | Lu              | Ma              | Me              | Gi              | Ve              | Sa              | Do              | Lu              | Ma              | Me              | Gi              | Ve              |                 |
| Aprile          | Sa              | Do              | Lu              | Ma              | Me              | Gi              | Ve              | Sa              | Do              | Lu              | Ma              | Me              | Gi              | Ve              | Sa              | Do              | Lu              | Ma              | Me              | Gi              | Ve              | Sa              | Do              | Lu              | Ma              | Me              | Gi              | Ve              | Sa              | Do              |                 |                 |
| Maggio          | Lu              | Ma              | Me              | Gi              | Ve              | Sa              | Do              | Lu              | Ma              | Me              | Gi              | Ve              | Sa              | Do              | Lu              | Ma              | Me              | Gi              | Ve              | Sa              | Do              | Lu              | Ma              | Me              | Gi              | Ve              | Sa              | Do              | Lu              | Ma              | Me              |                 |
| Giugno          | Gi              | Ve              | Sa              | Do              | Lu              | Ma              | Me              | Gi              | Ve              | Sa              | Do              | Lu              | Ma              | Me              | Gi              | Ve              | Sa              | Do              | Lu              | Ma              | Me              | Gi              | Ve              | Sa              | Do              | Lu              | Ma              | Me              | Gi              | Ve              |                 |                 |
| Luglio          | Sa              | Do              | Lu              | Ma              | Me              | Gi              | Ve              | Sa              | Do              | Lu              | Ma              | Me              | Gi              | Ve              | Sa              | Do              | Lu              | Ma              | Me              | Gi              | Ve              | Sa              | Do              | Lu              | Ma              | Me              | Gi              | Ve              | Sa              | Do              | Lu              |                 |
| Agosto          | Ma              | Me              | Gi              | Ve              | Sa              | Do              | Lu              | Ma              | Me              | Gi              | Ve              | Sa              | Do              | Lu              | Ma              | Me              | Gi              | Ve              | Sa              | Do              | Lu              | Ma              | Me              | Gi              | Ve              | Sa              | Do              | Lu              | Ma              | Me              | Gi              |                 |
| Settembre       | Ve              | Sa              | Do              | Lu              | Ma              | Me              | Gi              | Ve              | Sa              | Do              | Lu              | Ma              | Me              | Gi              | Ve              | Sa              | Do              | Lu              | Ma              | Me              | Gi              | Ve              | Sa              | Do              | Lu              | Ma              | Me              | Gi              | Ve              | Sa              |                 |                 |
| Ottobre         | Do              | Lu              | Ma              | Me              | Gi              | Ve              | Sa              | Do              | Lu              | Ma              | Me              | Gi              | Ve              | Sa              | Do              | Lu              | Ma              | Me              | Gi              | Ve              | Sa              | Do              | Lu              | Ma              | Me              | Gi              | Ve              | Sa              | Do              | Lu              | Ma              |                 |
| Novembre        | Me              | Gi              | Ve              | Sa              | Do              | Lu              | Ma              | Me              | Gi              | Ve              | Sa              | Do              | Lu              | Ma              | Me              | Gi              | Ve              | Sa              | Do              | Lu              | Ma              | Me              | Gi              | Ve              | Sa              | Do              | Lu              | Ma              | Me              | Gi              |                 |                 |
| Dicembre        | Ve              | Sa              | Do              | Lu              | Ma              | Me              | Gi              | Ve              | Sa              | Do              | Lu              | Ma              | Me              | Gi              | Ve              | Sa              | Do              | Lu              | Ma              | Me              | Gi              | Ve              | Sa              | Do              | Lu              | Ma              | Me              | Gi              | Ve              | Sa              | Do              |                 |